# Kamiel Buysse
Kamiel Buysse (* 8. Juli 1934 in Zele; † 26. Oktober 2020 in Sint-Niklaas) war ein belgischer Radrennfahrer.

## Sportliche Laufbahn
Als Amateur gewann er 1956 die Jugoslawien-Rundfahrt vor Stefan Mascha. Dazu kamen Etappensiege in der Ronde van West-Vlaanderen und in der Belgien-Rundfahrt für Amateure sowie der Erfolg im Eintagesrennen Omloop der Vlaamse Gewesten. 1958 belegte er in der Bulgarien-Rundfahrt hinter dem Sieger Bojan Kozew den dritten Platz. Er gewann zwei Etappen der Rundfahrt. 
1957 und 1958 war er Unabhängiger und von 1959 bis 1964 fuhr er als Berufsfahrer. Sein erstes Radsportteam war die Mannschaft Peugeot-BP-Dunlop. In der Belgien-Rundfahrt der Profis 1959 wurde er beim Sieg von Armand Desmet Dritter und gewann einen Tagesabschnitt. In den folgenden Jahren war er vor allem in belgischen Rundstreckenrennen und Kriterien erfolgreich. So siegte er 1960 im Grand Prix Stad Sint-Niklaas und 1961 im Grand Prix Zele.

## Familiäres
Kamiel Buysse ist der Vater von Bernadette Buysse und Großvater von Greg Van Avermaet.